# Hans Gertz
Hans Valdemar Gertz, född den 25 juni 1876, död den 4 januari 1938, var en svensk fysiolog, bror till växtfysiologen Otto Gertz och psykologen Elof Gertz.
Gertz blev medicine licentiat 1905, docent i Lund 1913, laborator vid Karolinska institutet i Stockholm 1913, och professor där 1928. Han blev medicine hedersdoktor vid Karolinska institutet 1924, och ledamot av institutionens Nobelkommitté 1927. Åren 1906-1909 var Gertz ögonläkare i Helsingborg, och därefter från 1910 i Stockholm. Bland Gertz vetenskapliga arbeten märks särskilt sådana om synsinnets fysiologi, speciellt den fysiska optiken, inom vilket område Gertz bidrog med grundläggande forskning.